# Tipula (Vestiplex) bicalcarata
Tipula (Vestiplex) bicalcarata is een tweevleugelige uit de familie langpootmuggen (Tipulidae). De soort komt voor in het Palearctisch gebied.